# C/905 K1
C/905 K1 ist ein Komet, der im Jahr 905 mit dem bloßen Auge gesehen werden konnte. Er wird aufgrund seiner außergewöhnlichen Helligkeit zu den „Großen Kometen“ gezählt.

## Entdeckung und Beobachtung
Die chinesischen Chroniken Táng Huì Yào aus dem 10. Jahrhundert und Xīn Táng Shū aus dem 11. Jahrhundert ebenso wie ein japanischer Text aus dem 18. Jahrhundert liefern sehr anschauliche Beschreibungen dieses Kometen. Auch zahlreiche europäische Quellen erwähnen zumindest das Erscheinen des Kometen.
Der Komet wurde von den Chinesen am Abendhimmel des 18. Mai 905 entdeckt, er soll dem Planeten Venus geähnelt haben. Es sollen Strahlen von dem „Besenstern“ ausgegangen sein von 30 bis 40 Grad Länge. Er stand im Nordwesten und war von blutroter Farbe. Bereits am nächsten Abend hatte sich die Farbe geändert zu der von „weißer Seide“. Auch die Chronik al-Muntaẓam fī tārīḫi l-mulūk wa-l-umam des Ibn al-Ǧawziyy aus dem Irak des 13. Jahrhunderts berichtet davon, dass „ein Stern mit einem Schweif aufging zur Zeit des Abendgebets am 10. Raǧab“ (18. Mai) a und Ibn ʿIḏāriyy al-Marrākušiyy erwähnt in seiner Chronik Andalusiens und des Maghreb al-Bayānu l-muġrib fī aḫbāri l-Andalus wa-l-Maġrib, dass „im Raǧab ein Komet erschien im Sternbild Steinbock, im Norden nicht weit vom Großen Bären.“ Am 21. Mai gab es noch eine unabhängige Entdeckung in Japan.
Am 22. Mai wurde von den Chinesen ein langer Schweif beschrieben, der vom Sternbild Zwillinge bis zum Großen Bären gereicht und eine Länge von über 30° gehabt haben soll. Die Japaner berichteten, dass gegen Ende des Monats der Schweif sich mit über 300° Länge „über den Himmel erstreckte“ bis in den Südosten. Obwohl die Längenangabe entweder einen Schreibfehler enthält oder eine grobe Übertreibung darstellt, steht der Ausdruck „sich über den Himmel erstrecken“ wahrscheinlich für eine Schweiflänge von über 100°.
Auch wenn die Japaner weiter erwähnten, dass sich die Größe des Kometen bis zum 6. Juni langsam verringert habe und dass er am 8. Juni letztmals beobachtet worden sei, wurde aus China noch am 12. Juni von einer „sehr intensiven“ Helligkeit berichtet, dass der Komet nun in der Nähe der Sternbilder Löwe und Jungfrau stand und sein Schweif sich immer noch über den Himmel erstreckte. Bei dieser Gelegenheit wurde der Komet auch wahrscheinlich zum letzten Mal am Abendhimmel gesehen, denn in den folgenden Tagen war der Himmel in China bedeckt und als es am 18. Juni wieder aufklarte, war der Komet verschwunden.
In den europäischen Chroniken werden nur wenige Details genannt, so berichtet der deutsche Text Reginonis Chronicon aus dem 10. Jahrhundert vom Erscheinen eines Kometen im Mai. Auch der französische Text Annales Floriacenses aus dem 11. Jahrhundert berichtet, dass an einem Donnerstag Mitte Mai b ein Stern im Norden entdeckt wurde, der einen großen Strahl „wie eine lange Lanze“ nach Südosten warf und für 23 Tage sichtbar blieb. Der deutsche Text Annales Corbeienses aus dem 12. Jahrhundert berichtet, dass „ein Komet an Pfingsten erschien“. Pfingsten fiel im Jahr 905 auf den 19. Mai.
Zwei byzantinische Chroniken aus dem 10. Jahrhundert erwähnen, dass ein Komet etwa zur Zeit der Geburt des Kaisers Konstantin VII. erschien. In den Historias berichtet Leon Diakonos, „ein Haarstern wurde zur Zeit seines Werdens und seines Todes am Himmel gesehen, Vorboten seiner Geburt und seines Abschieds vom Leben“. Die Chronographia des Leon Grammatikos erzählt: „Dann erschien sogleich ein heller Komet, der seine Strahlen nach Osten warf und für 40 Nächte sichtbar blieb“. Nach früherer Meinung wurde Konstantin an Epiphanias (6. Januar) 905 getauft, daher nahmen Pingré und Chambers an, dass sich diese Berichte auf einen Kometen beziehen, der gegen Ende des Jahres 904 erschien. Nach neueren Forschungen wurde Konstantin aber nicht Anfang 905, sondern erst im September 905 geboren und ein oder zwei Monate danach getauft. Da in den asiatischen Quellen für das Jahr 904 von keinem Kometen berichtet wird, handelt es sich deshalb wahrscheinlich um weitere Beschreibungen des Kometen C/905 K1.
Der Komet erreichte um den 23. Mai eine Helligkeit von 0 mag.

## Aberglaube
Während der Historiker Johannes Stumpf in der Mitte des 16. Jahrhunderts in seiner Schwytzer Chronica das Erscheinen des Kometen im Mai 905 nur wertungsfrei zusammen mit anderen Vorkommnissen aus diesem und den folgenden Jahren auflistet, wird es in einer Kometenschrift gut hundert Jahre später unter Bezug auf diese Quelle schon so dargestellt, als ob der Komet mit den bald darauf stattfindenden Ungarneinfällen zusammenhing und als Vorzeichen der Blendung Ludwigs des Blinden, des Königs der Langobarden, nach dessen Gefangennahme durch Berengar I. zu deuten war.

## Umlaufbahn
Für den Kometen konnte von I. Hasegawa aus 4 Beobachtungen über 25 Tage nur eine sehr unsichere parabolische Umlaufbahn bestimmt werden, die um rund 140° gegen die Ekliptik geneigt ist. Seine Bahn steht damit schräg gestellt zu den Bahnebenen der Planeten, er durchläuft seine Bahn gegenläufig (retrograd) zu ihnen. Im sonnennächsten Punkt der Bahn (Perihel), den der Komet demnach um den 26. April 905 durchlaufen hat, hätte er sich mit etwa 30 Mio. km Sonnenabstand im Bereich innerhalb der Umlaufbahn des Merkur befunden. Bereits um den 22. April könnte er sich der Venus bis auf etwa 75 Mio. km genähert haben, und um 25. Mai wäre er der Erde bis auf etwa 30 Mio. km (0,20 AE) nahegekommen. Diese große Erdnähe könnte der Grund für seine beobachtete Helligkeit gewesen sein, außerdem befand sich die Erde um diese Zeit auch etwa in der Bahnebene des Kometen, so dass sein Staubschweif eindrucksvoll in seitlicher Draufsicht zu sehen gewesen ist.
Aufgrund der unsicheren Ausgangsdaten kann keine Aussage darüber getroffen werden, ob und gegebenenfalls wann der Komet in das innere Sonnensystem zurückkehren könnte.